# Аристотелов универзитет у Солуну
Аристотелов универзитет у Солуну је настао по иницијативи владе А. Папанастазија коју је озаконила грчка национална скупштина 5. јуна 1925, а почео је са радом 1926. године. Први ректор универзитета је био Геогиос Чацидакис.
Први факултет који је био почео са радом био је Филозофски факултет. Следеће 1927. године почео је са радом Факултет за математику и физику. Факултет за право и економију почео је са радом 1928, а Факултет пољопривреде и шумарства 1937. године. Медицински и Теолошки факултет су почели са радом 1941. године. Ветеринарски факултет је основан 1950, Институт за стране језике 1951, Технички факултет 1955, а Стоматолошки, као део Медицинског факултета 1959. године.
Аристотелов универзитет је, у складу са законом, реформисан 1982. године. Ка основне академске јединице су проглашени Теолошки и Филозофски факултет, Факултет природних наука, Факултет права и економије, те Геотехнички, Медицински и Технички факултет. После реформе Универзитета је основано неколико нових факултета. Факултет за образовање је основан 1983, Факултет уметности 1984, Факултет физичке културе и спорта 1983. а Факултет новинарства и масовних медија 1991. године. Нова Школа за образовање је основана у Флорини 1993. године која је сада део новог Универзитета западне Македоније.
Неколико нових школа је основано унутар постојећих факултета. Школа политичких наука је основана унутар Факултета права, економије и политичких наука, Школа психологије унутар Филозофског факултета и Школа информатике унутар Факултета природних наука. Затим је основано неколико независних школа: Школа за управљање енергетиком у козанима (1999), Школа за балканске студије (1999) и Школа за образовање у Флорини (1993) која је сада део Универзитета западне Македоније. Године 2004. основане су две нове школе: Школа за студиј филма у оквиру Факултета уметности и Школа за урбано планирање и урбани развој (у Вероји) као део Техничког факултета. Поред тога, Медицински и Геотехнички факултет постали су јединствени, тј. без школа унутар њих самих. Фармацеутска школа је постала Фармацеутски факултет.

## Универзитет данас

### Друштвена улога и циљеви
Циљеви, место и улога Универзитета могу се сумирати у десет тачака:
1. Надградња образовног процеса и наставних планова и програма
2. Подизање академског нивоа у истраживању
3. Повећање угледа и улоге Универзитета у свету
4. Организациона и оперативна надградња Универзитета
5. Кориштење, примена и развој најсавременијих информативних и комуникацијских технологија
6. Побољшање квалитета услуга које се пружају студентима Универзитета
7. Повезивање Универзитета са друштвом и уздизање Универзитета на ниво камена темељца развоја и културе
8. Рационално коришћење имовине Универзитета у складу са друштвеним нормама
9. Универзитет који тежи да чува и штити природну околину
10. Универзитет који не дискриминише упис студената а посебно студената са физичким недостацима

### Вредновање квалитета студија на Универзитету
Свеукупни рад Универзитета у образовању и истраживању вреднује Спољни комитет за вредновање сачињен од међународних врхунских стручњака. Ово вредновање надгледа Хеленска агенција за контролу квалитета и акредитива у високом образовању. За прошлу 2015. академску годину погледати овај документ.
Поред овог вредновања универзитет има унутрашњу јединицу чија је улога да се одржи квалитет студија и истраживања на светском нивоу. Ова јединица се зове МОДИП а њена улога је дефинисана грчким законом.

### Образовање, јединице и нивои
Аристотелов универзитет у Солуну данас има 41 факултет и школу. Сваки од факултета или школа има дипломске и постдипломске студије (другог циклуса и докторске студије).
Првенствен циљ Универзитета је пружити једнаке могућности за учење, истраживање и комуникацију свим студентима. Универзитет тежи да створи услове под којим ће образовање и истраживање цветати а тиме се стварати бољи свет са једнаким правима за свакога, економским и социјалним просперитетом.

### Истраживачка делатност Универзитета
Истраживачку делатност Универзитета финансира грчка држава кроз фонд који је заједнички за све високо образовне институције у Грчкој а у складу са законима Грчке и Европске уније. Радом ове делатности управља Истраживачки комитет. Један део чланова овога Комитета бирају Генералне скупштине факултета и школа Универзитета.
Основне дужности Истраживачког комитета су
1. дефинисати истраживачку политику Универзитета и активности које је подупиру,
2. усвојити, одобрити и расподелити финансијска средства намењена реализацији истраживачких пројеката,
3. написати и детаљисати годишње економске и истраживачке планове и извештаје,
4. обезбедити несметан ток финансијских средстава “специјалних рачуна”.